# Света Богородица (Душегубица)
„Света Богородица“ (на македонска литературна норма: „Света Богородица“) е възрожденска църква между кичевските села Горна и Долна Душегубица, Северна Македония. Църквата е част от Охридското архиерейско наместничество на Дебърско-Кичевската епархия на Македонската православна църква – Охридска архиепископия.
Църквата е обща за двете села. Изградена е в 1930 – 1936 година. Иконостасът е дело на резбарите Васил и Петко от село Гари.

## Галерия
- Апсидата на църквата
- Камбанарията на църквата
- Предният дял на църквата
- Входът църквата